# ニック・ヒース
ニコラス・ヒース（Nicholas Heath, 1993年11月27日 - ）は、アメリカ合衆国カンザス州ギアリー郡ジャンクションシティ出身のプロ野球選手 (外野手) 。左投左打。アメリカ独立リーグ・アトランティックリーグのロングアイランド・ダックス所属。

## 経歴

### プロ入りとロイヤルズ時代
2016年のMLBドラフト16巡目（全体493位）でカンザスシティ・ロイヤルズから指名され、プロ入り。契約後、傘下のパイオニアリーグのルーキー級アイダホフォールズ・チュカーズでプロデビュー。62試合に出場して打率.291、2本塁打、28打点、36盗塁を記録した。
2017年はルーキー級アリゾナリーグ・ロイヤルズ、A級レキシントン・レジェンズ、A+級ウィルミントン・ブルーロックスでプレーし、3チーム合計で66試合に出場して打率.253、1本塁打、16打点、25盗塁を記録した。
2018年はA+級ウィルミントンとAA級ノースウエストアーカンソー・ナチュラルズでプレーし、2チーム合計で90試合に出場して打率.274、2本塁打、27打点、39盗塁を記録した。オフにはアリゾナ・フォールリーグのサプライズ・サグアロスでもプレーした。
2019年はAA級ノースウエストアーカンソーとAAA級オマハ・ストームチェイサーズでプレーし、2チーム合計で105試合に出場して打率.255、8本塁打、36打点、60盗塁を記録した。シーズン後に40人枠に登録された。
2020年7月30日にメジャーデビューを果たした。
2021年4月14日にDFAとなった。

### ダイヤモンドバックス時代
2021年4月17日にエドゥアルド・ヘレーラとのトレードで、アリゾナ・ダイヤモンドバックスへ移籍した。5月14日にアズドルバル・カブレラの10日間の故障者リスト入りに伴い、メジャーに昇格した。7月10日にDFAとなり、14日にマイナー契約で傘下のAAA級リノ・エーシズへ配属された。
2022年もAAA級リノで開幕を迎えたが、7試合に出場して打率.207という成績に終わり、4月23日に自由契約となった。

### 独立リーグ時代
2022年6月にアトランティックリーグのチャールストン・ダーティーバーズに入団。77試合に出場し、打率.238、4本塁打、33打点、42盗塁の成績を残した。この年限りで退団。
2023年3月にアメリカン・アソシエーションのシカゴ・ドックスと契約した。この年は68試合に出場し、打率.241、4本塁打、34打点、30盗塁を記録した。シーズン終了後に退団した。
2024年3月28日にアトランティックリーグのロングアイランド・ダックスと契約した。

## 人物
母親のキンバリー・ミレソンはカンザス州立大学で陸上選手として活躍し、オリンピックのアメリカ代表選考会にも参加した。
2020年6月にヒースの母校のノースウェスタン州立大学は「ニック・ヒース奨学金」を創設。毎年5歳から13歳までの野球をしている子供3人が対象となり、大学主催の野球キャンプへの参加費が賄われる。またヒース自身も対象者にバットとグラブを寄付することを発表している。

## 詳細情報

### 年度別打撃成績
| 年 度    | 球 団    | 試 合 | 打 席 | 打 数 | 得 点 | 安 打 | 二 塁 打 | 三 塁 打 | 本 塁 打 | 塁 打 | 打 点 | 盗 塁 | 盗 塁 死 | 犠 打 | 犠 飛 | 四 球 | 敬 遠 | 死 球 | 三 振 | 併 殺 打 | 打 率 | 出 塁 率 | 長 打 率 | O P S |
| -------- | -------- | ----- | ----- | ----- | ----- | ----- | -------- | -------- | -------- | ----- | ----- | ----- | -------- | ----- | ----- | ----- | ----- | ----- | ----- | -------- | ----- | -------- | -------- | ----- |
| 2020     | KC       | 15    | 18    | 13    | 2     | 2     | 1        | 0        | 0        | 3     | 3     | 2     | 2        | 1     | 0     | 2     | 0     | 1     | 6     | 0        | .154  | .313     | .231     | .543  |
| 2021     | ARI      | 20    | 39    | 35    | 3     | 5     | 1        | 0        | 0        | 6     | 1     | 0     | 2        | 0     | 0     | 4     | 1     | 0     | 15    | 0        | .143  | .231     | .171     | .402  |
| MLB：2年 | MLB：2年 | 35    | 57    | 48    | 5     | 7     | 2        | 0        | 0        | 9     | 4     | 2     | 4        | 1     | 0     | 6     | 1     | 1     | 21    | 0        | .146  | .255     | .188     | .442  |

- 2021年度シーズン終了時

### 年度別守備成績
| 年 度 | 球 団 | 左翼（LF） | 左翼（LF） | 左翼（LF） | 左翼（LF） | 左翼（LF） | 左翼（LF） | 中堅（CF） | 中堅（CF） | 中堅（CF） | 中堅（CF） | 中堅（CF） | 中堅（CF） |
| 年 度 | 球 団 | 試 合      | 刺 殺      | 補 殺      | 失 策      | 併 殺      | 守 備 率   | 試 合      | 刺 殺      | 補 殺      | 失 策      | 併 殺      | 守 備 率   |
| ----- | ----- | ---------- | ---------- | ---------- | ---------- | ---------- | ---------- | ---------- | ---------- | ---------- | ---------- | ---------- | ---------- |
| 2020  | KC    | 1          | 1          | 0          | 0          | 0          | 1.000      | 6          | 6          | 0          | 0          | 0          | 1.000      |
| MLB   | MLB   | 1          | 1          | 0          | 0          | 0          | 1.000      | 6          | 6          | 0          | 0          | 0          | 1.000      |

- 2020年度シーズン終了時

### 背番号
- 0（2020年）
- 9（2021年）